# Pales viridescens
Pales viridescens är en tvåvingeart som beskrevs av Robineau-desvoidy 1830. Pales viridescens ingår i släktet Pales och familjen parasitflugor.
Artens utbredningsområde är Frankrike. Inga underarter finns listade i Catalogue of Life.